# 国家应对气候变化及节能减排工作领导小组
国家应对气候变化及节能减排工作领导小组是中华人民共和国国务院成立的国务院议事协调机构，负责应对气候变化及节能减排工作。

## 沿革
2007年6月12日，国务院印发《国务院关于成立国家应对气候变化及节能减排工作领导小组的通知》（国发〔2007〕18号），称“为切实加强对应对气候变化和节能减排工作的领导，决定成立国家应对气候变化及节能减排工作领导小组（以下简称领导小组），对外视工作需要可称国家应对气候变化领导小组或国务院节能减排工作领导小组（一个机构两块牌子），作为国家应对气候变化和节能减排工作的议事协调机构。”

## 职责
2007年《国务院关于成立国家应对气候变化及节能减排工作领导小组的通知》规定，该领导小组的主要任务是：
- 研究制订国家应对气候变化的重大战略、方针和对策，统一部署应对气候变化工作，研究审议国际合作和谈判对案，协调解决应对气候变化工作中的重大问题；
- 组织贯彻落实国务院有关节能减排工作的方针政策，统一部署节能减排工作，研究审议重大政策建议，协调解决工作中的重大问题[1]。

## 组成人员
| 2007年6月12日《国务院关于成立国家应对气候变化及节能减排工作领导小组的通知》确定的组成人员是： 组长 - 温家宝（国务院总理） 副组长： - 曾培炎（国务院副总理） - 唐家璇（国务委员） 成员： - 张 平（国务院副秘书长） - 马 凯（发展改革委主任、能源办主任） - 杨洁篪（外交部部长） - 万 钢（科技部部长） - 张云川（国防科工委主任） - 黄树贤（监察部副部长） - 金人庆（财政部部长） - 徐绍史（国土资源部部长） - 汪光焘（建设部部长） - 刘志军（铁道部部长） - 李盛霖（交通部部长） - 陈 雷（水利部部长） - 孙政才（农业部部长） - 薄熙来（商务部部长） - 高 强（卫生部部长） - 李荣融（国资委主任） - 谢旭人（税务总局局长） - 李长江（质检总局局长） - 周生贤（环保总局局长） - 杨元元（民航总局局长） - 谢伏瞻（统计局局长） - 贾治邦（林业局局长） - 焦焕成（国务院副秘书长兼国管局局长） - 曹康泰（法制办主任） - 白春礼（中科院副院长） - 郑国光（气象局局长） - 尤 权（电监会主席） - 孙志辉（海洋局局长） - 解振华（发展改革委副主任） | 2013年7月3日《国务院办公厅关于调整国家应对气候变化及节能减排工作领导小组组成人员的通知》（国办发〔2013〕72号）调整后的组成人员是： 组长： - 李克强（国务院总理） 副组长： - 张高丽（国务院副总理） - 杨洁篪（国务委员） 成员： - 肖 捷（国务院副秘书长） - 王 毅（外交部部长） - 徐绍史（发展改革委主任） - 袁贵仁（教育部部长） - 万 钢（科技部部长） - 苗 圩（工业和信息化部部长） - 李立国（民政部部长） - 楼继伟（财政部部长） - 姜大明（国土资源部部长） - 周生贤（环境保护部部长） - 姜伟新（住房城乡建设部部长） - 杨传堂（交通运输部部长） - 陈 雷（水利部部长） - 韩长赋（农业部部长） - 高虎城（商务部部长） - 李 斌（卫生计生委主任） - 蒋洁敏（国资委主任） - 王 军（税务总局局长） - 支树平（质检总局局长） - 马建堂（统计局局长） - 赵树丛（林业局局长） - 焦焕成（国务院副秘书长兼国管局局长） - 夏 勇（法制办副主任） - 白春礼（中科院院长） - 郑国光（气象局局长） - 吴新雄（发展改革委副主任兼能源局局长） - 刘赐贵（海洋局局长） - 陆东福（交通运输部副部长兼铁路局局长） - 李家祥（交通运输部副部长兼民航局局长） - 解振华（发展改革委副主任） |

| 2018年7月19日《国务院办公厅关于调整国家应对气候变化及节能减排工作领导小组组成人员的通知》（国办发〔2018〕66号）调整后的组成人员是： 组长 - 李克强（国务院总理） 副组长 - 韩正（国务院副总理） - 王毅（国务委员） 成员 - 丁学东（国务院副秘书长） - 孔铉佑（外交部副部长） - 张勇（发展改革委副主任） - 陈宝生（教育部部长） - 王志刚（科技部部长） - 苗圩（工业和信息化部部长） - 黄树贤（民政部部长） - 傅政华（司法部部长） - 刘昆（财政部部长） - 陆昊（自然资源部部长） - 李干杰（生态环境部部长） - 王蒙徽（住房城乡建设部部长） - 李小鹏（交通运输部部长） - 鄂竟平（水利部部长） - 韩长赋（农业农村部部长） - 钟山（商务部部长） - 雒树刚（文化和旅游部部长） - 马晓伟（卫生健康委主任） - 易纲（人民银行行长） - 肖亚庆（国资委主任） - 王军（税务总局局长） - 张茅（市场监管总局局长） - 宁吉喆（发展改革委副主任、统计局局长） - 王晓涛（国际发展合作署署长） - 李宝荣（国务院副秘书长、国管局局长） - 白春礼（中科院院长） - 刘雅鸣（气象局局长） - 努尔·白克力（发展改革委副主任、能源局局长） - 张建龙（林草局局长） - 杨宇栋（交通运输部副部长、铁路局局长） - 冯正霖（交通运输部副部长、民航局局长） |

## 办事机构
生态环境部应对气候变化司，与国家应对气候变化及节能减排工作领导小组办公室、生态环境部气候变化事务办公室合署办公，是中华人民共和国生态环境部内设机构。

### 沿革
2007年6月12日印发的《国务院关于成立国家应对气候变化及节能减排工作领导小组的通知》规定，国家应对气候变化及节能减排工作领导小组会议视议题确定参会成员。领导小组下设国家应对气候变化领导小组办公室、国务院节能减排工作领导小组办公室，都设在国家发展和改革委员会，具体承担领导小组的日常工作。其中，国家应对气候变化领导小组办公室在现有的国家气候变化对策协调小组办公室的基础上进一步完善和加强。国务院节能减排工作领导小组办公室，有关综合协调和节能方面的工作由国家发展和改革委员会为主承担，有关污染减排方面的工作由国家环境保护总局为主承担。
2013年7月3日《国务院办公厅关于调整国家应对气候变化及节能减排工作领导小组组成人员的通知》调整了领导小组办公室的设置，规定“国家应对气候变化及节能减排工作领导小组具体工作由发展改革委承担”。不再分设两个办公室，而改设国家应对气候变化及节能减排工作领导小组办公室，设在国家发展和改革委员会。由国家发展和改革委员会资源节约和环境保护司承担国务院节能减排工作领导小组日常工作。由国家发展和改革委员会应对气候变化司承担国家应对气候变化及节能减排工作领导小组有关应对气候变化方面的具体工作。
2018年《国务院办公厅关于调整国家应对气候变化及节能减排工作领导小组组成人员的通知》规定，“国家应对气候变化及节能减排工作领导小组具体工作由生态环境部、发展改革委按职责承担。”

### 职责
根据有关规定，生态环境部应对气候变化司（国家应对气候变化及节能减排工作领导小组办公室）承担下列职能：
1. 负责应对气候变化和温室气体减排工作。
2. 综合分析气候变化对经济社会发展的影响，组织实施积极应对气候变化国家战略，牵头拟订并协调实施我国控制温室气体排放、推进绿色低碳发展、适应气候变化的重大目标、政策、规划、制度，指导部门、行业和地方开展相关实施工作。
3. 牵头承担国家履行联合国气候变化框架公约相关工作，与有关部门共同牵头组织参加国际谈判和相关国际会议。
4. 组织推进应对气候变化双多边、南南合作与交流，组织开展应对气候变化能力建设、科研和宣传工作。
5. 组织实施清洁发展机制工作。承担全国碳排放权交易市场建设和管理有关工作。
6. 承担国家应对气候变化及节能减排工作领导小组有关具体工作。

### 机构设置
根据有关规定，生态环境部应对气候变化司（国家应对气候变化及节能减排工作领导小组办公室）设置下列机构：
- 综合处
- 战略研究和协调处
- 国内政策和履约处（碳排放交易管理处）
- 国际政策和谈判处
- 对外合作与交流处

### 历任领导
2007年时，当时两个办公室的主任、副主任（均为兼任）是：
| 国家应对气候变化领导小组办公室 主任 - 马凯 副主任 - 解振华 - 武大伟 - 刘燕华 - 周建 - 郑国光 | 国务院节能减排工作领导小组办公室 主任 - 马凯 副主任 - 解振华 - 张力军 |

2018年《国务院办公厅关于调整国家应对气候变化及节能减排工作领导小组组成人员的通知》规定，“国家应对气候变化及节能减排工作领导小组具体工作由生态环境部、发展改革委按职责承担。”